# Waliszew (gromada)
Waliszew (do 28 II 1956 Psary) – dawna gromada, czyli najmniejsza jednostka podziału terytorialnego Polskiej Rzeczypospolitej Ludowej w latach 1954–1972.
Gromady, z gromadzkimi radami narodowymi (GRN) jako organami władzy najniższego stopnia na wsi, funkcjonowały od reformy reorganizującej administrację wiejską przeprowadzonej jesienią 1954 do momentu ich zniesienia z dniem 1 stycznia 1973, tym samym wypierając organizację gminną w latach 1954–1972.
Gromadę Waliszew siedzibą GRN w Waliszewie utworzono 29 lutego 1956 w powiecie łowickim w woj. łódzkim w związku z przeniesieniem siedziby gromady Psary z Psar do Waliszewa i zmianą nazwy jednostki na gromada Waliszew. W 1957 roku (grudzień) gromadzka rada narodowa składała się z 15 członków.
Gromadę zniesiono 31 grudnia 1959, a jej obszar włączono do gromady Bielawy.